# 샤오미 Mi 1
샤오미 미원(Xiaomi Mi1, 중국어: 小米手機, 이전 이름: 샤오미 폰)은 중국의 커스텀 롬 개발팀인 MIUI가 설계하고 샤오미가 제작한 안드로이드 기반의 MIUI 레퍼런스 스마트폰이다. 정식 명칭은 샤오미 미원(Xiaomi Mi-One)이며, 중국어 회사명을 한국어로 의역한 좁쌀폰이라는 별칭으로도 불린다. 2011년 10월 중국에서 처음 시판되었으며, 대한민국에는 출시되지 않았다.

## 같이 보기
- 샤오미
- 미유아이
- 스마트폰 비교